# Pacanguilla
Pacanguilla es un centro poblado ubicado en el distrito de Pacanga, provincia de Chepén, en el Departamento de La Libertad, en Perú. Según estimaciones del año 2023, su población asciende a 8,416 habitantes.

## Geografía
Se sitúa en la región costera del norte del Perú, caracterizada por un clima árido y la presencia de valles fértiles irrigados por ríos que descienden de la Cordillera de los Andes. El clima de la costa norte, donde se ubica Pacanguilla, es generalmente estable y ofrece condiciones favorables durante todo el año, con temperaturas que pueden superar los 30 °C en los meses de verano.

## Economía
La principal actividad económica del centro poblado es la agricultura. En el distrito de Pacanga, la agricultura juega un rol importante, destacando cultivos como el arroz, la caña de azúcar y el maíz.